# Komory Błotne
Komory Błotne (prononciation : [kɔˈmɔrɨ ˈbwɔtnɛ]) est un village polonais de la gmina de Sońsk dans le powiat de Ciechanów de la voïvodie de Mazovie dans le centre-est de la Pologne.
Il se situe à environ 3 kilomètres au sud-ouest de Sońsk (siège de la gmina), 12 kilomètres au sud de Ciechanów (siège du powiat) et à 65 kilomètres au nord de Varsovie (capitale de la Pologne).
Le village possède une population de 69 habitants en 2007.

## Histoire
De 1975 à 1998, le village appartenait administrativement à la voïvodie de Ciechanów.